# (157) Déjanire
Pour les articles homonymes, voir Déjanire (homonymie).
(157) Déjanire (désignation internationale (157) Dejanira) est un astéroïde de la ceinture principale découvert par Alphonse Borrelly le 1er décembre 1875 à Marseille.
Son nom fait référence à la princesse guerrière Déjanire, fille du roi Œnée, dans la mythologie grecque.